# ヒルキヤ (祭司)
ヒルキヤは、ユダ王国のヨシヤ王の時代の祭司である。祭司シャルムの子であり、祭司アザルヤの父であり、エズラの先祖である。
主の宮で律法の書を発見して、ヨシヤの宗教改革を助けた人物である。この時に発見した書物はマナセ王とアモン王の時代に迫害を逃れて隠されていたと考えられ、「律法の書」は「モーセ五書」か「申命記」かについては意見が分かれる。